# Compianto sul Cristo morto (Niccolò dell'Arca)
Il Compianto sul Cristo morto è un gruppo scultoreo di sette figure in terracotta, capolavoro di Niccolò dell'Arca, conservato nella chiesa di Santa Maria della Vita a Bologna.

## Storia
L'anno di realizzazione dell'opera e l'identità di chi la commissionò sono avvolti nel mistero, così come l'esatta disposizione delle statue. Le ipotesi di datazione più accreditate oscillano tra il 1463 e il 1490.
Il gruppo venne ospitato a lungo nella Pinacoteca Nazionale di Bologna e dagli anni novanta del XX secolo è tornata nella sua collocazione originale nella chiesa bolognese, prima in una saletta dell'ex-convento, poi nella prima cappella a destra dell'altare.

## Descrizione
Si tratta di un'opera composta da sette figure a grandezza naturale in terracotta con tracce di policromia. Al centro sta il Cristo morto, disteso con la testa reclinata su un cuscino. Attorno si dispongono le altre figure, tra le quali spiccano le due Marie, Maria di Cleofa con le mani in avanti , Maria Maddalena che è ai piedi del Cristo straziate dal dolore con le vesti gonfiate dal vento. Più composte sono le altre figure, anche se i loro volti mostrano una dolorosa partecipazione. Si riconoscono poi  Maria (madre di Gesù)  con le mani giunte, Salome (discepola di Gesù), Maria Salomè (madre di Giacomo il Maggiore e Giovanni l'Evangelista) che seguiva Gesù come discepola e stringe le cosce in un gesto di rammarico, mentre l'apostolo Giovanni (evangelista) è rappresentato in un silenzioso pianto, con un palmo che regge il mento. Staccata dagli altri è una figura inginocchiata in abiti rinascimentali, generalmente collocata a sinistra, che rappresenta Nicodemo (discepolo di Gesù), che guarda verso l'osservatore.

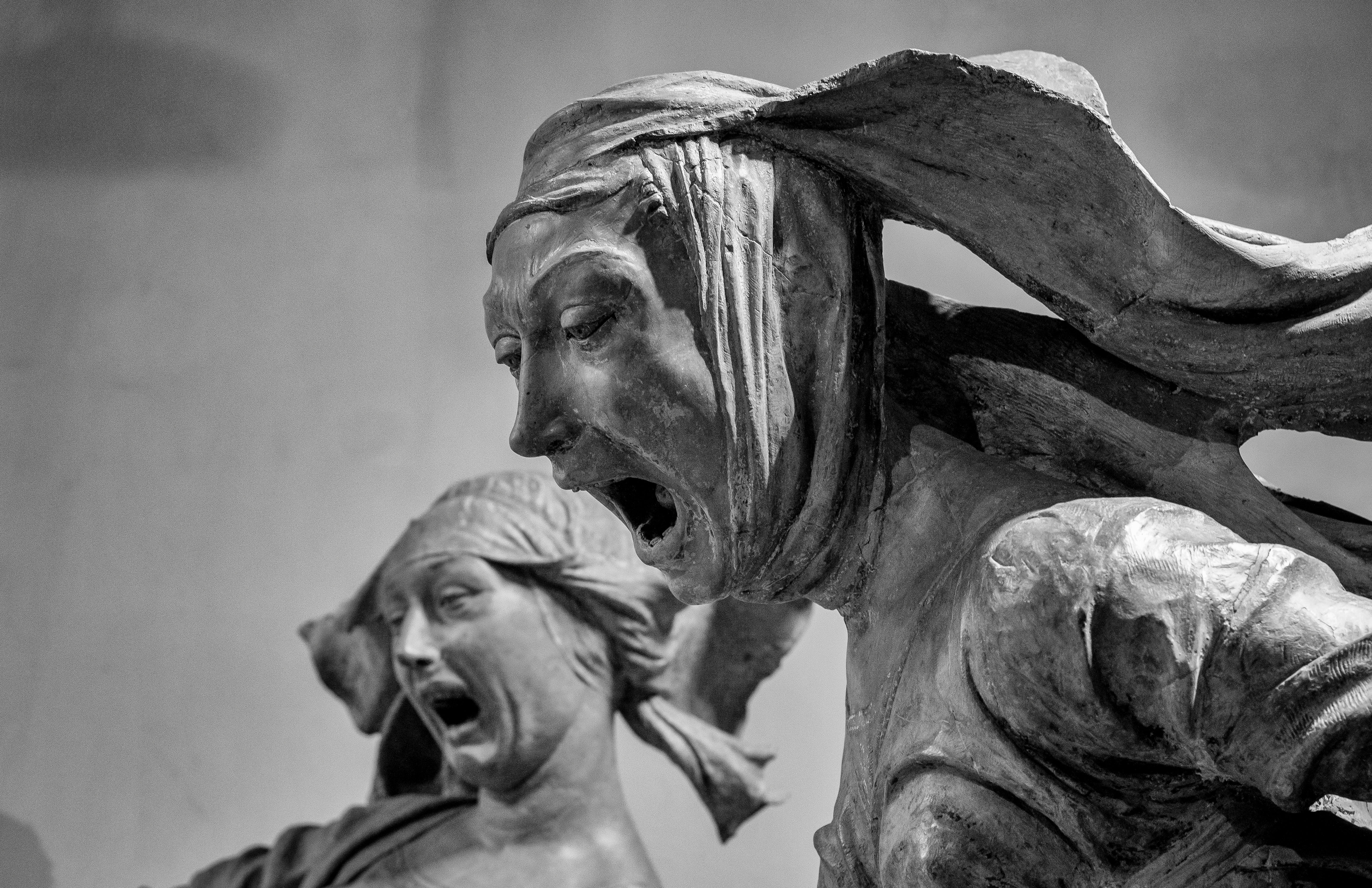
Particolare del Compianto sul Cristo morto Niccolò Dell'Arca

La drammaticità e il pathos di alcune di queste figure non hanno pari nella cultura italiana dell'epoca, almeno nelle opere pervenuteci, ed ha posto l'interrogativo delle fonti alle quali Niccolò attinse: sicuramente la scultura della Borgogna, poi l'Umanesimo gotico d'oltralpe e le novità drammatiche dell'ultimo Donatello.
Pare, però, che il referente più immediato fossero le pitture perdute del ferrarese Ercole de' Roberti, eseguite nella Cappella Garganelli della cattedrale di San Pietro di Bologna, di cui rimane un solo frammento nella Pinacoteca Nazionale ed una copia di un'intera parete nella sagrestia di San Pietro. 
L'opera, tuttavia, non ebbe una significativa influenza nella scuola emiliana dell'epoca: la sua forza espressiva venne presto smorzata dai diffusissimi compianti del modenese Guido Mazzoni, dai toni più pacati e convenzionali, e da altri gruppi di Alfonso Lombardi.
Una appassionata lettura di questo complesso scultoreo è opera del giovane Gabriele D'Annunzio.

## Galleria d'immagini

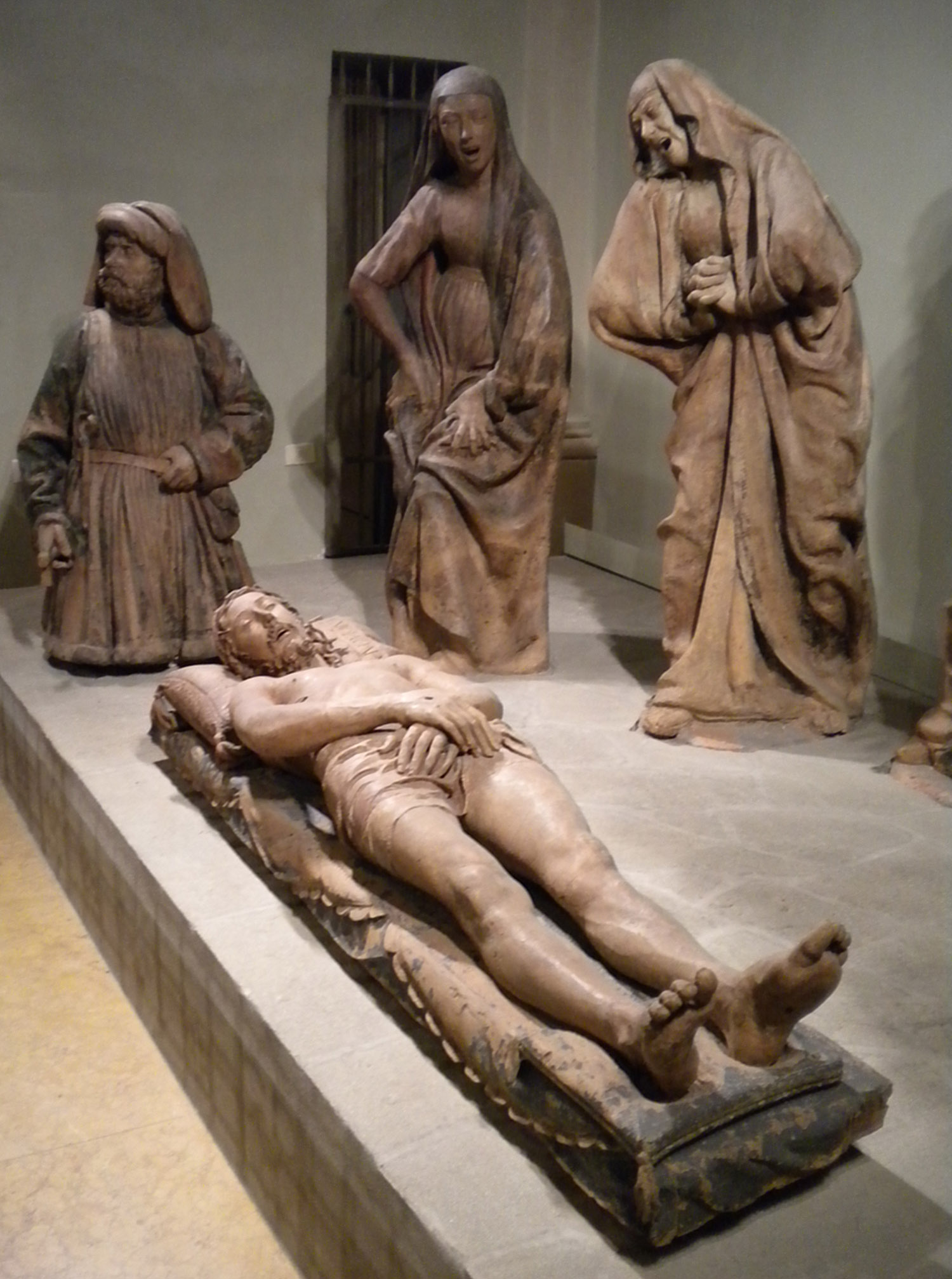
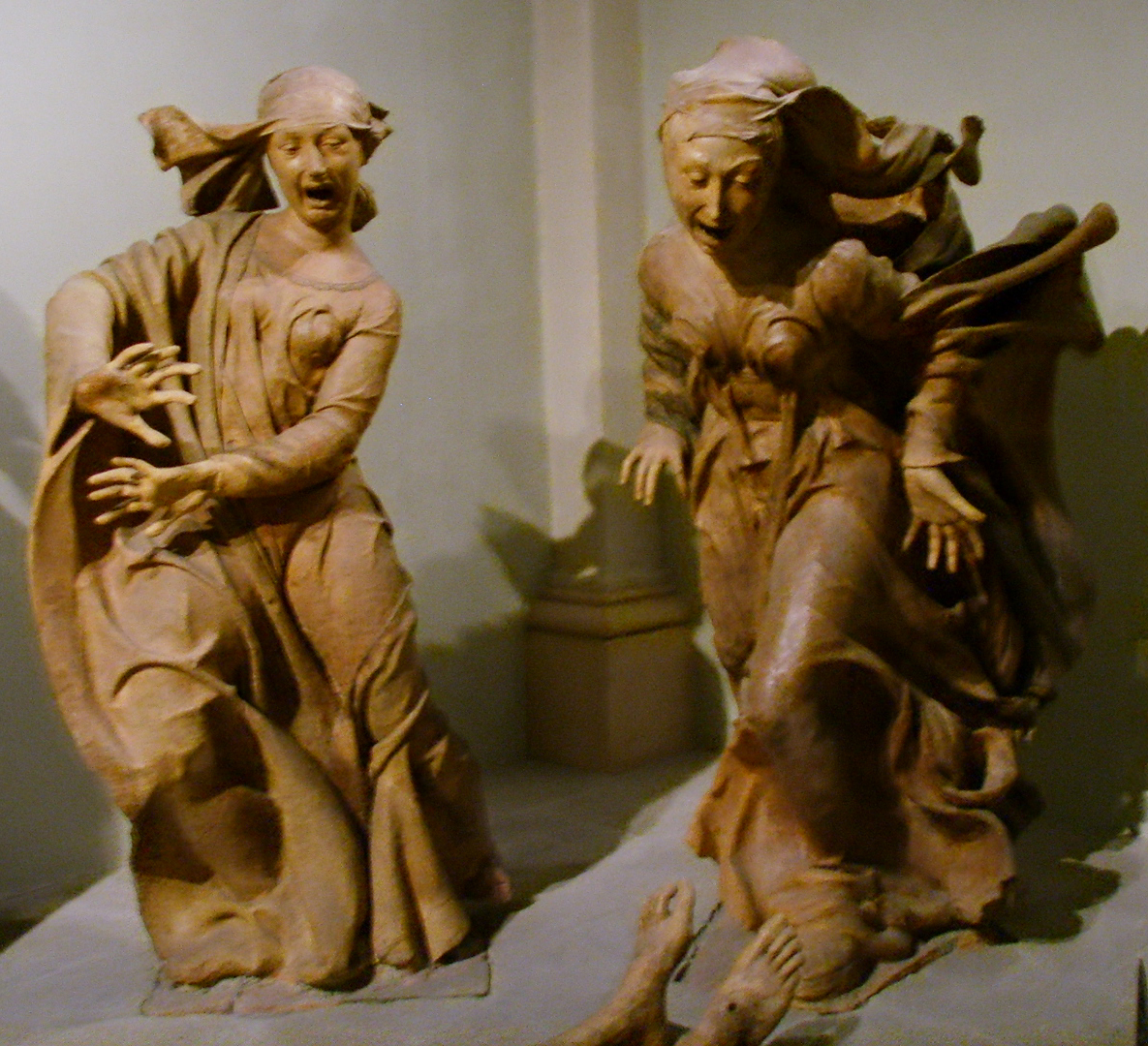
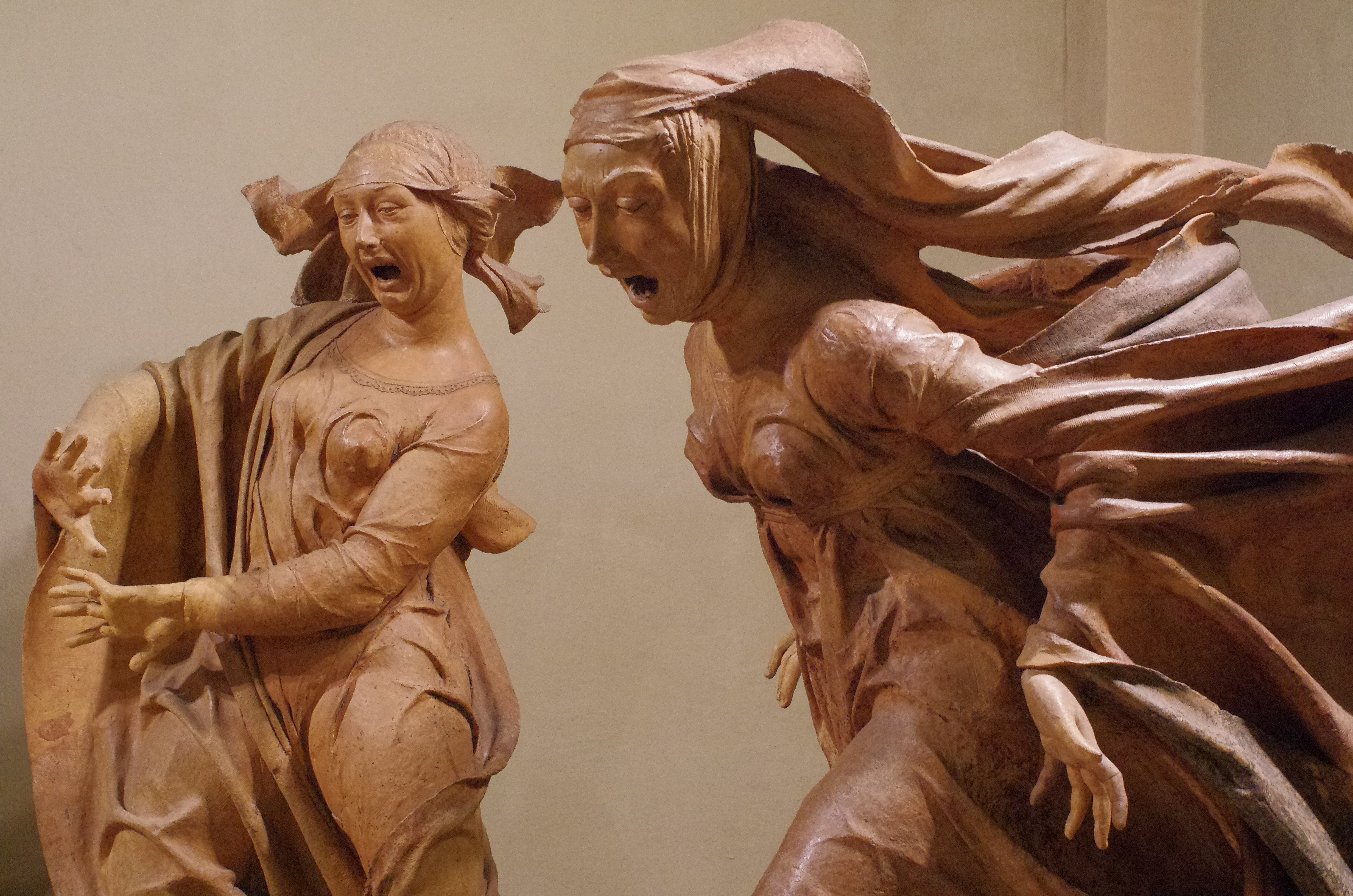
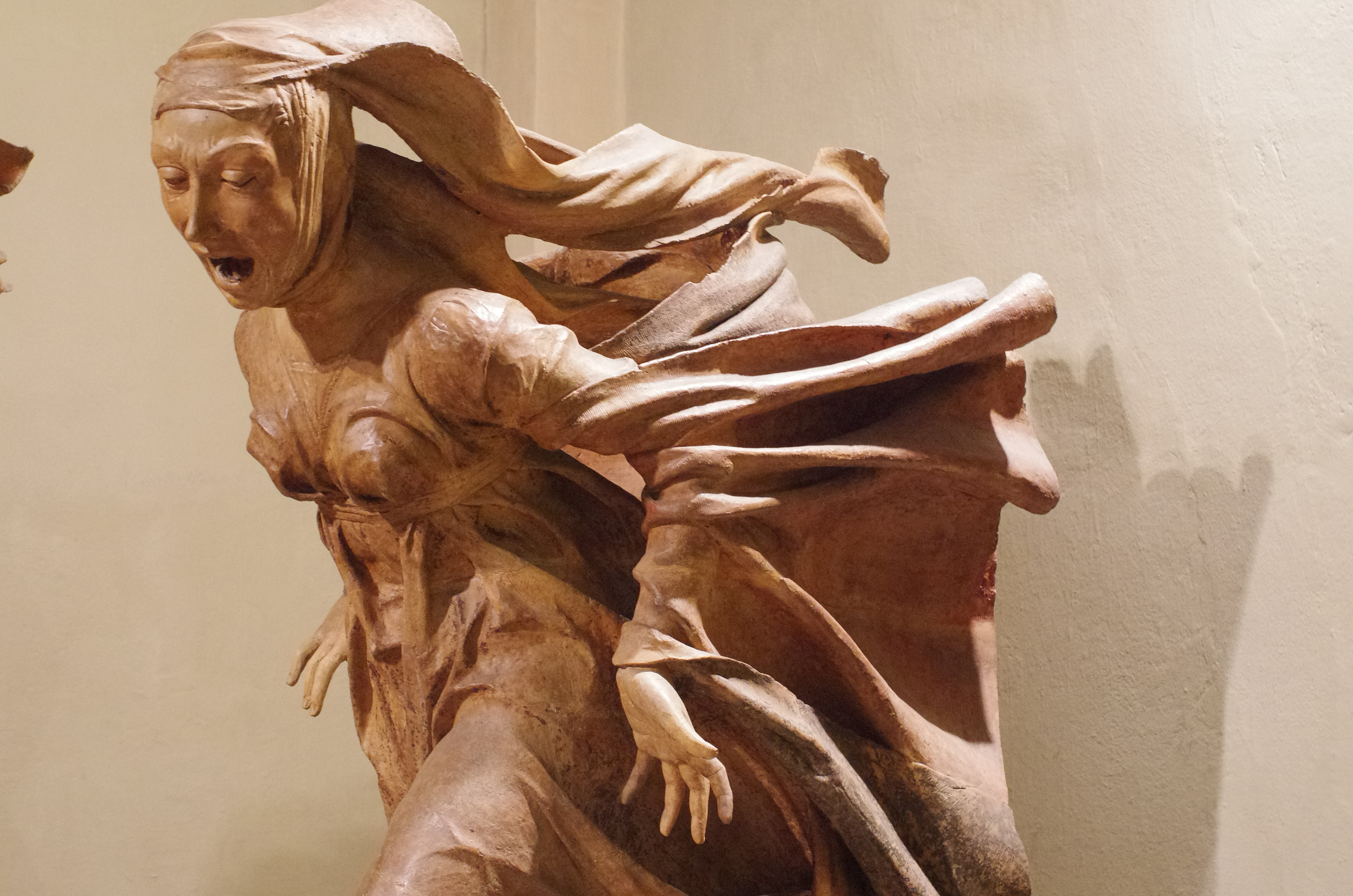
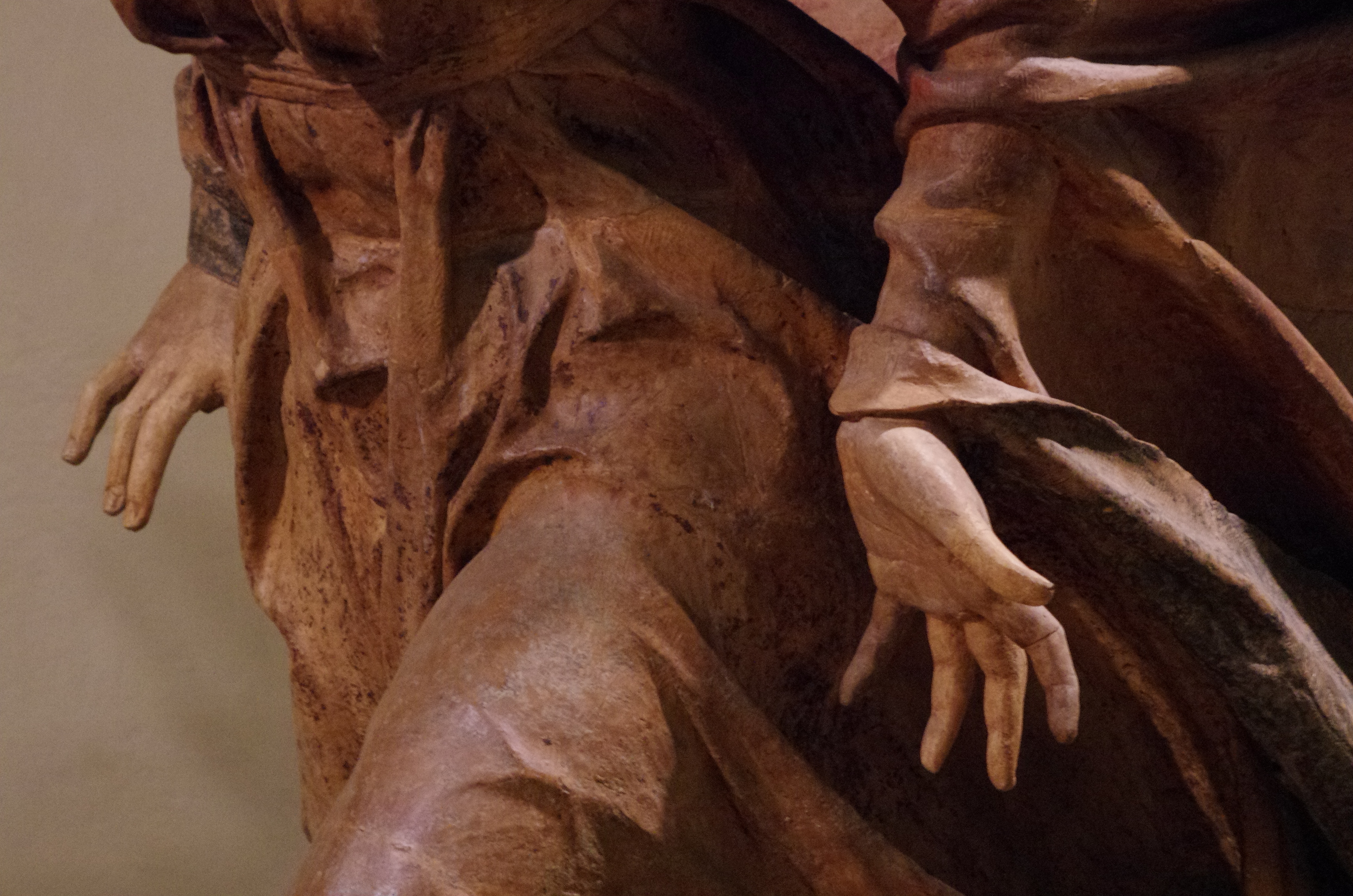
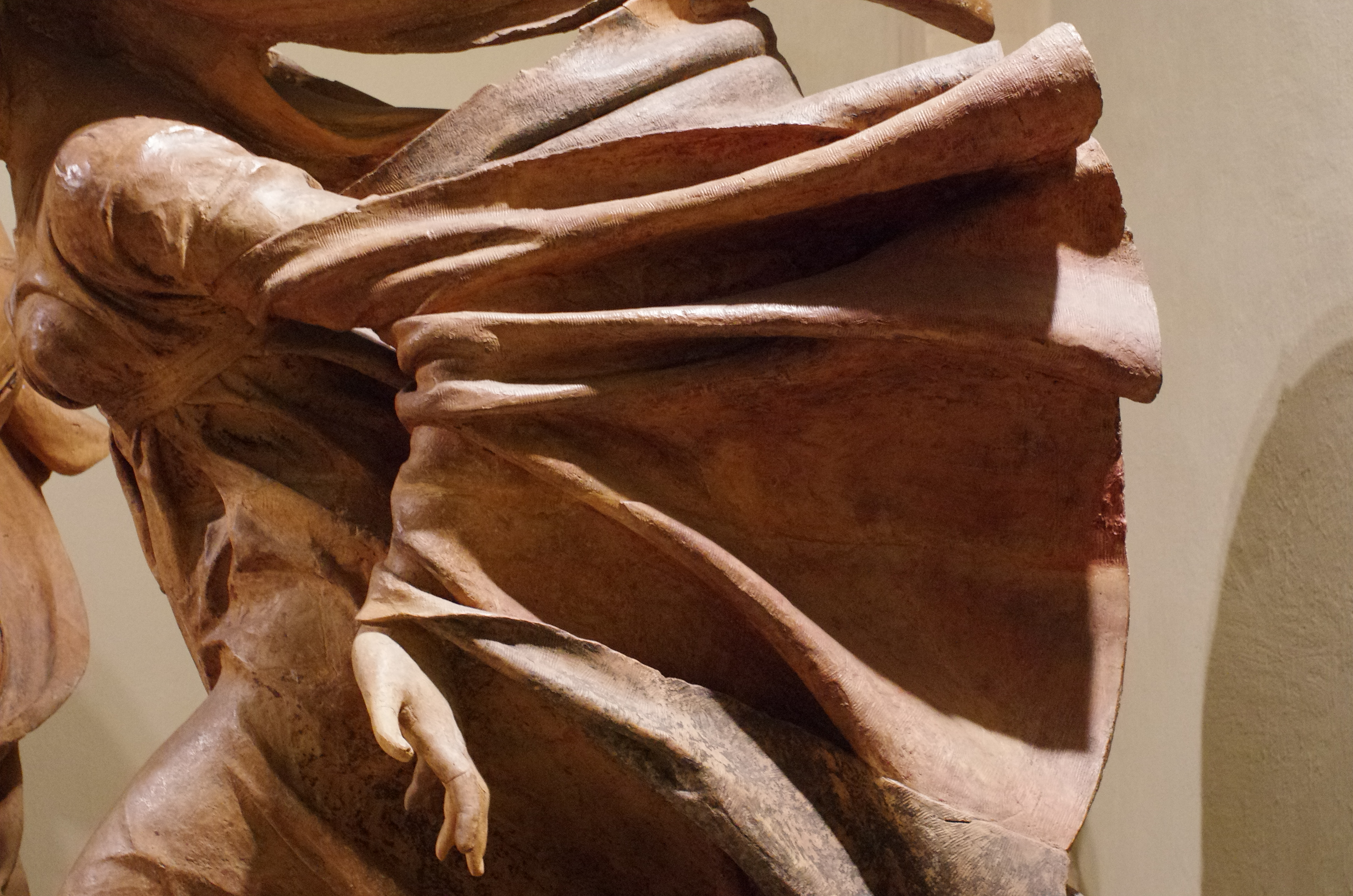
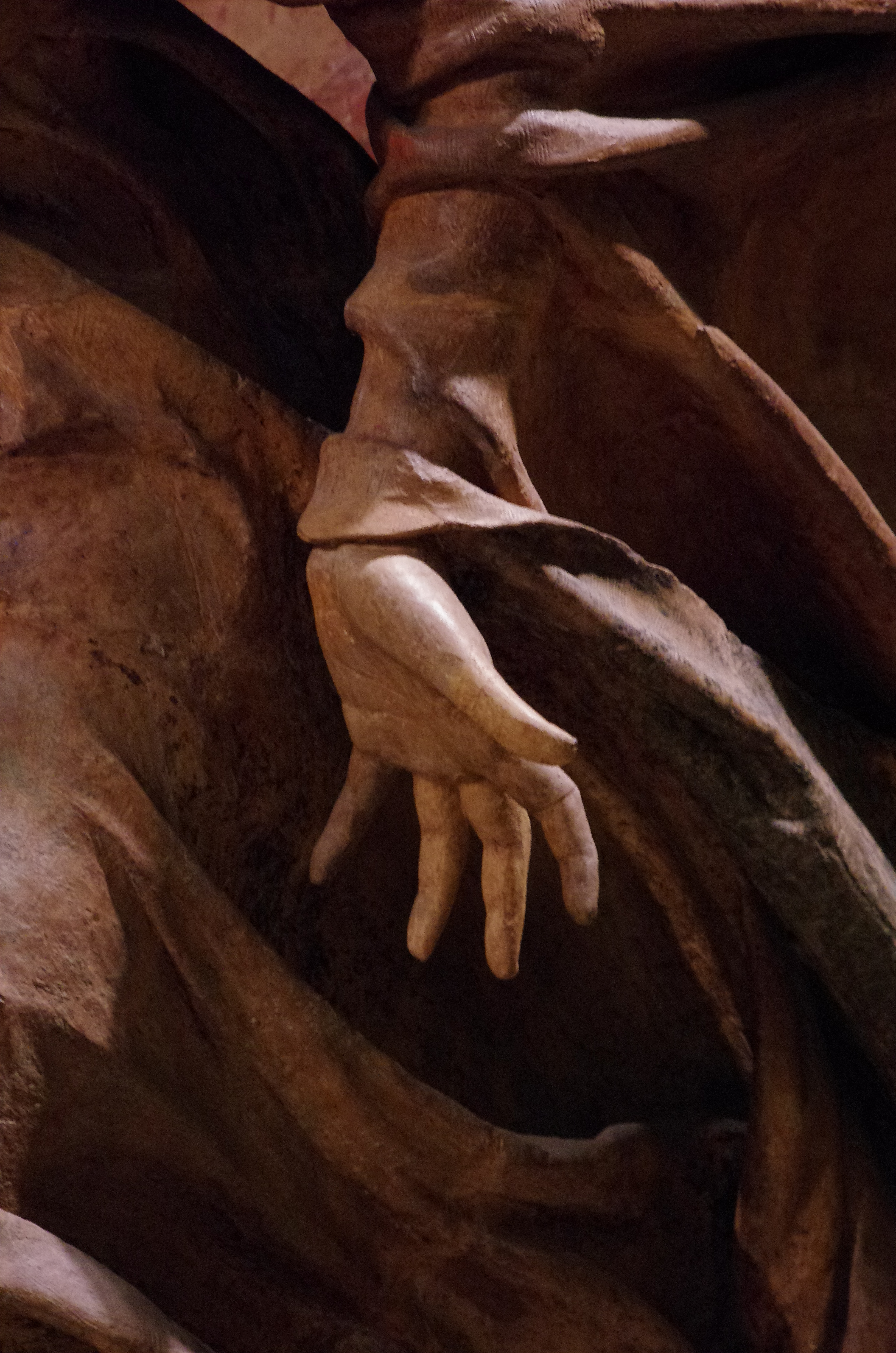
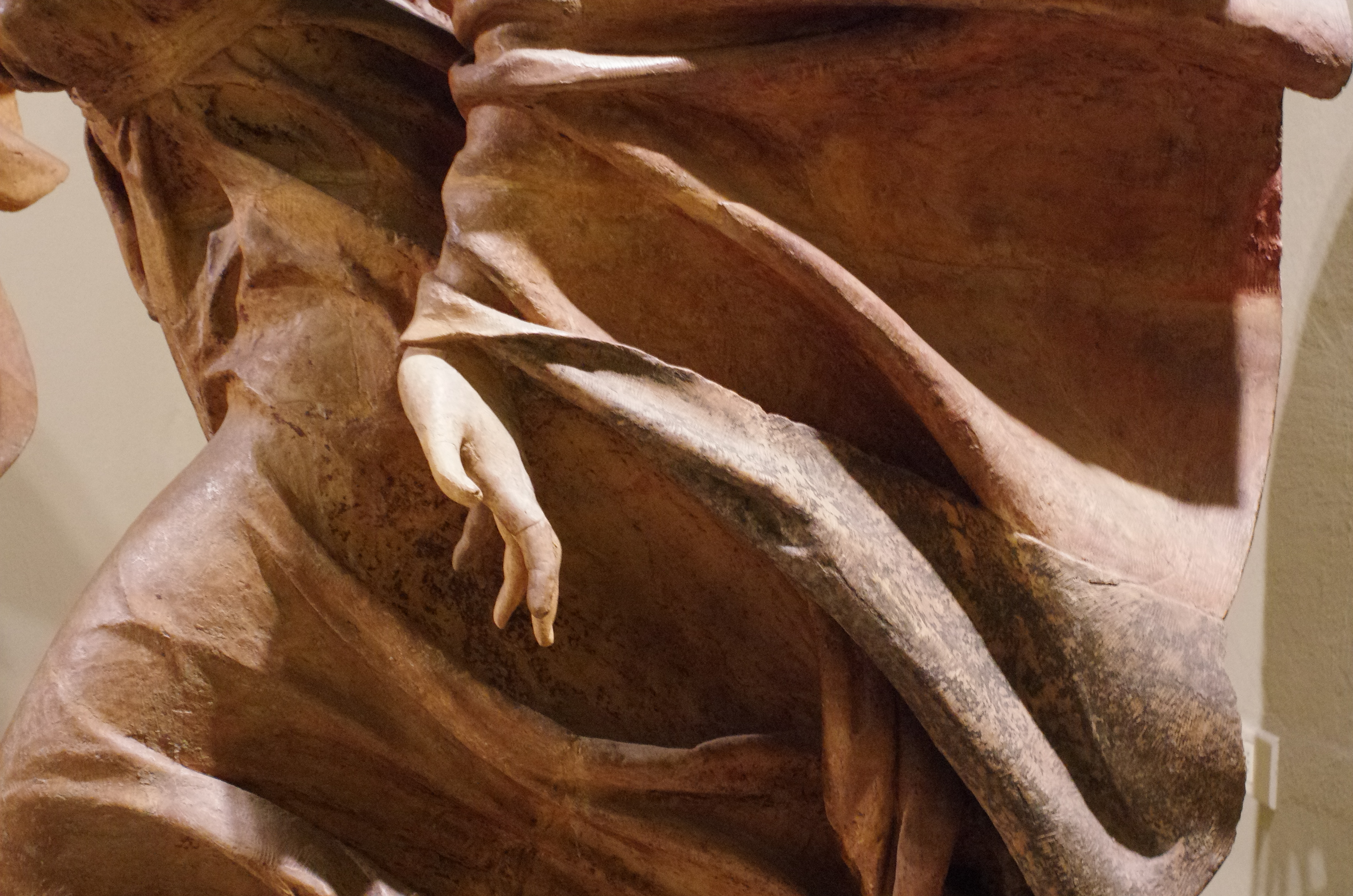
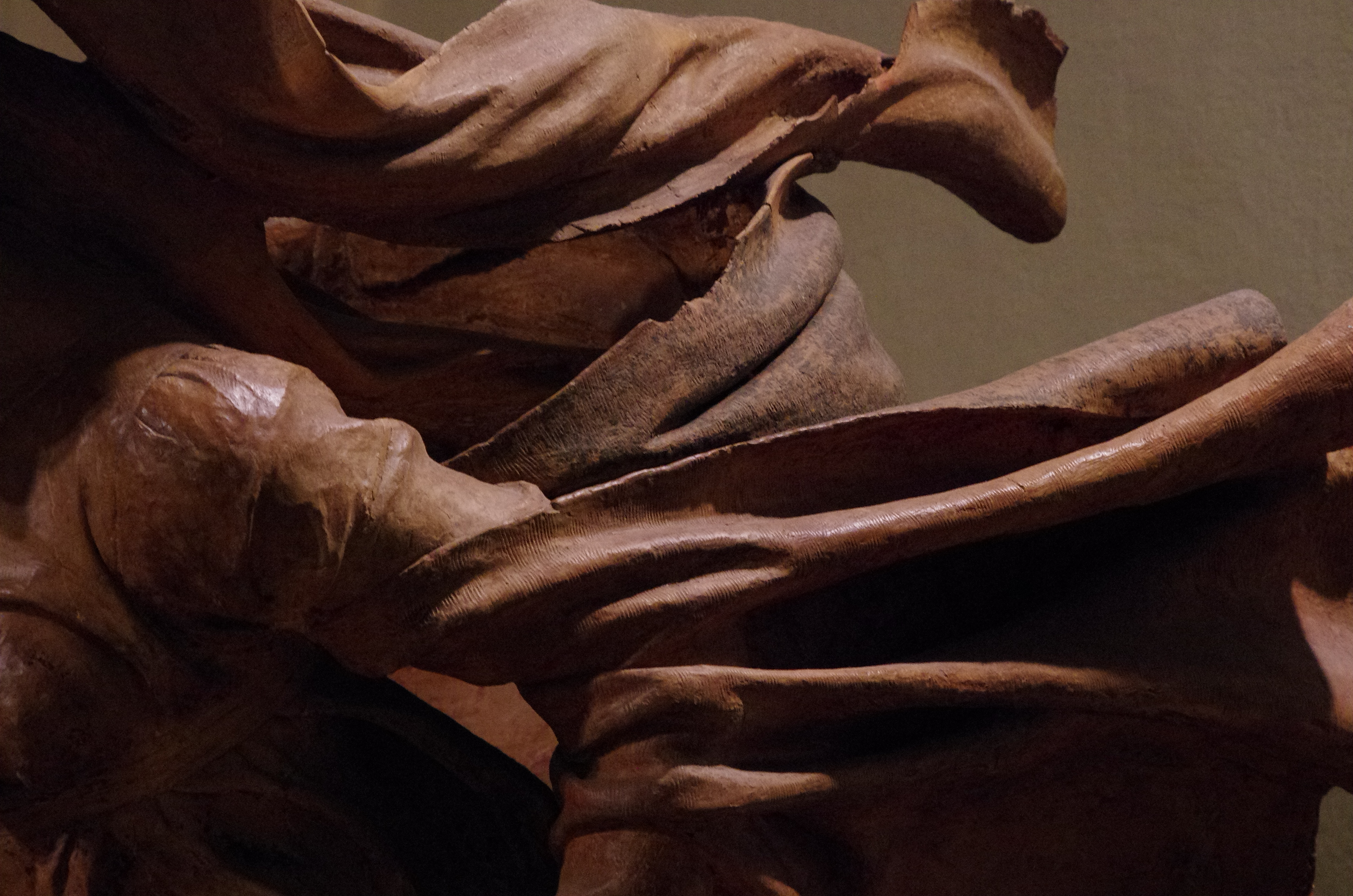
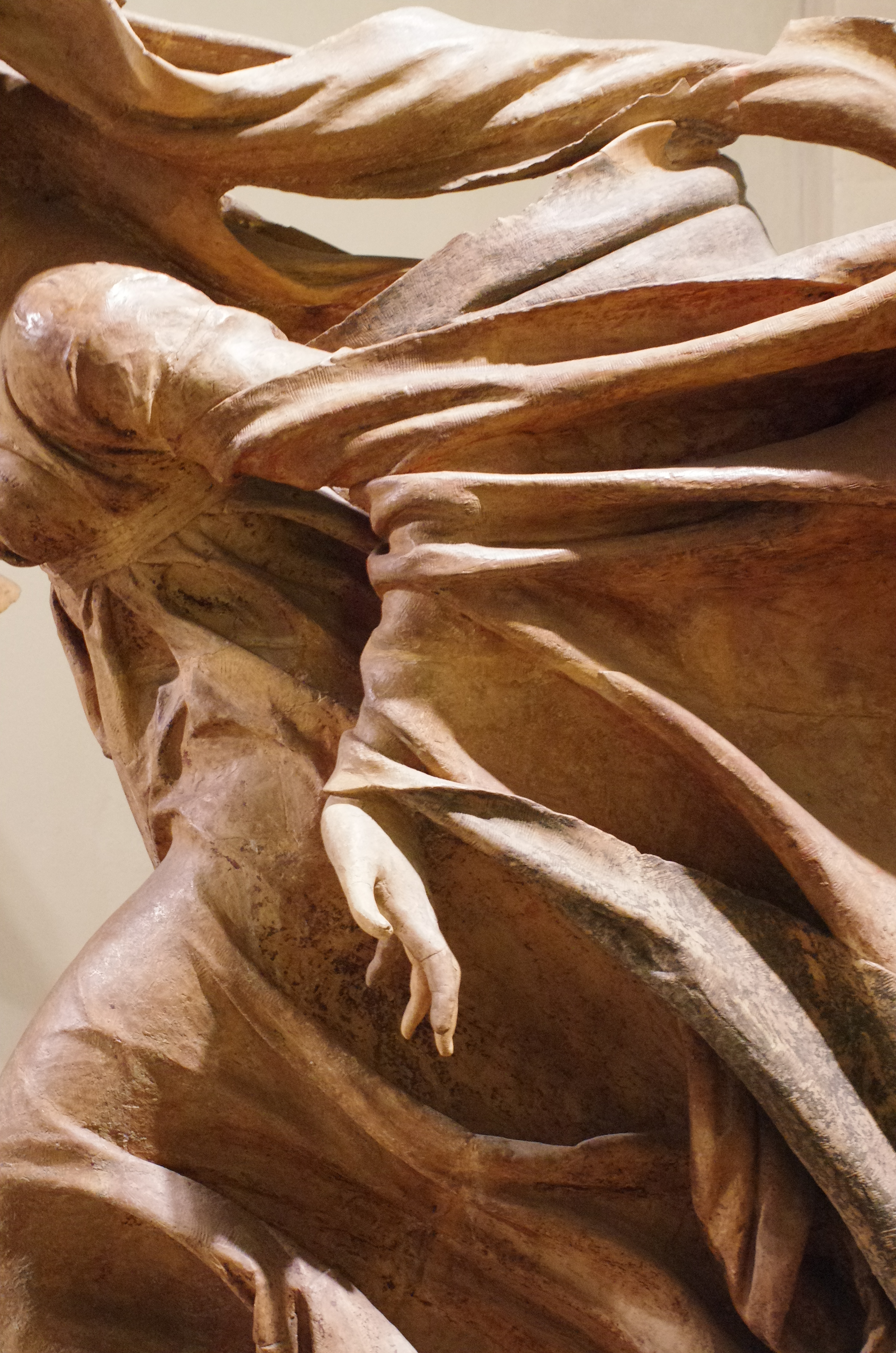
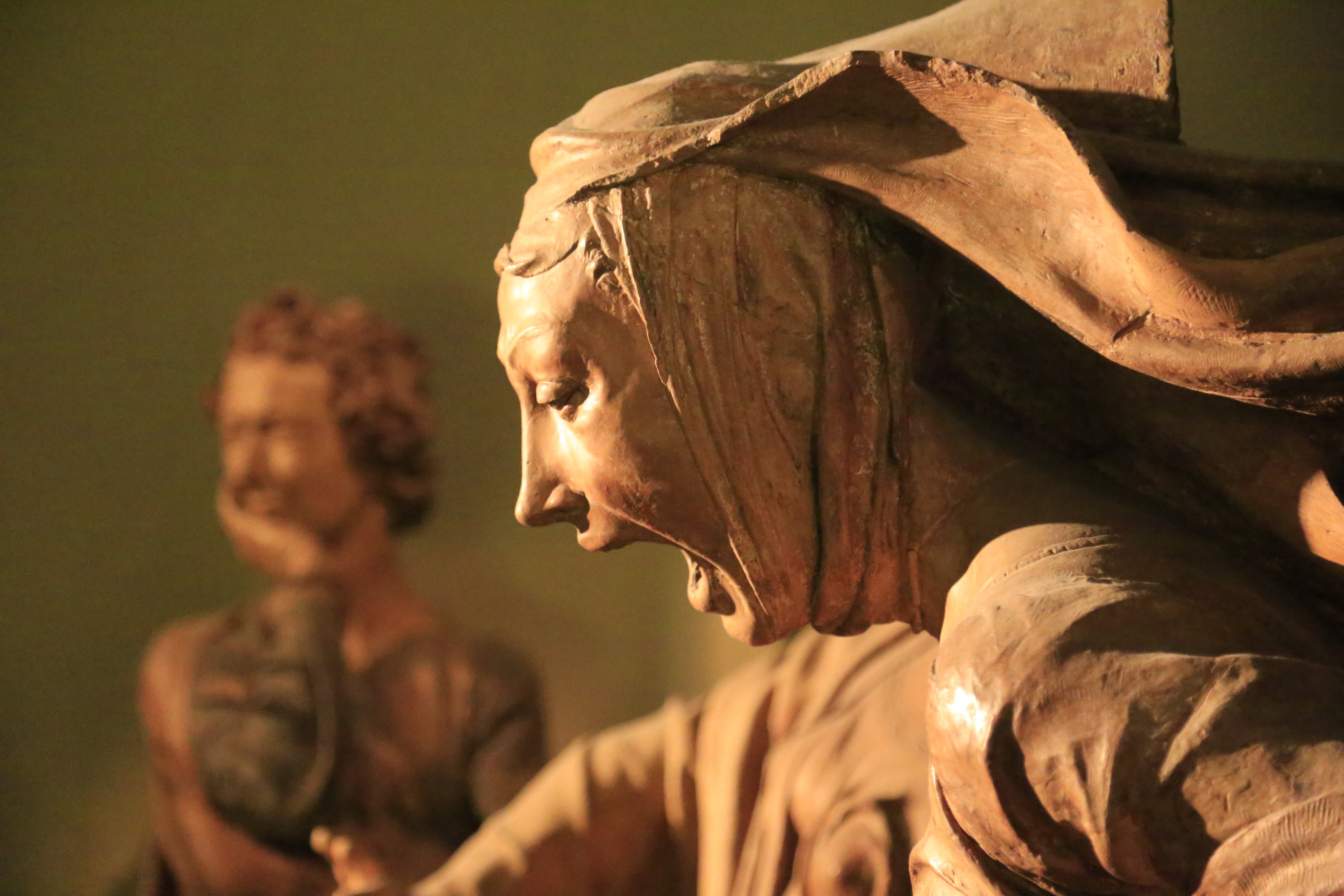